# Mercedes-Benz O 305 GTD
 (mars 2025).
Le Mercedes-Benz O 305 GTD est un type d'autobus de Daimler-Benz; Il est basé sur la gamme d'autobus articulés conventionnels Mercedes-Benz O 305 G et la gamme de trolleybus conventionnels O 305 GT. L'équipement électrique était fourni par AEG. La désignation de type GTD signifie trolleybus articulé à entraînement diesel (Gelenk-Trolleybus mit Dieselantrieb en Allemand). Deux des quatre véhicules étaient également des autobus guidé. Après le prototype construit en 1979 sous la désignation O 305 G D/E, au total, quatre exemplaires du modèle discuté ici ont été produits en 1983. Ceux-ci ont été répartis comme suit :
| Nombre | Opérateur                        | Numéros   | Guidage |
| ------ | -------------------------------- | --------- | ------- |
| 2      | Trolleybus d'Esslingen am Neckar | 306 + 307 | Non     |
| 1      | Autobus guidé d'essai de Rastatt | Aucun     | Oui     |
| 1      | Autobus guidé d'Essen (EVAG)     | 3701      | Oui     |

Le véhicule d'essai de Rastatt a ensuite été livré à Esslingen en 1986 et y a été ajouté à la flotte régulière en décembre de la même année sous le numéro 308 (le guidage sur voie avait été préalablement supprimé). La véhicule 3701 d'Essen a ensuite été transformée et a été utilisée pendant plusieurs années en tant qu'autobus purement diesel (également sans guidage). Le successeur de la petite série d'O 305 GTD est le Mercedes-Benz O 405 GTD, construit en 47 exemplaires.